# Suppletion
Suppletion innebär i språkvetenskapen att en lucka i ett ords böjning fylls av en form vars stam är etymologiskt obesläktad med övriga formers. Ett svenskt ord som har omfattande suppletiv böjning är liten, där tre rötter är inblandade (varav en har två former). Samtliga dessa former är, trots att de inte är bildade till samma rot, varianter av samma lexem:
- lit-/lill-: liten, litet, lille, lilla
- små
- min(d)-: mindre, minst, minsta, minste

De två formerna av stammen i böjningen av ett verb som svälja är inte suppletion. Svälj- och sval- är varianter av samma rot.
Suppletiv böjning har också följande svenska ord:
- gammal (gammal och äldre, äldst)
- bra (bra och bättre, bäst)
- vara (vara, varit, vore och är)
- dålig (dålig och sämre, sämst)
- illa (illa och värre, värst)
- man (pronomen) (man och en, ens)
- jag (jag och mig, min, mitt, mina)

Danska exempel:
- god (god och bedre, bedst)
- dårlig (dårlig och værre, værst)

Engelska exempel:
- good (good och better, best)
- be (be, am, are, is, was, were)
- go (go, gone och went)

Franska exempel:
- aller (all-/aill-, va- och ir-)
- être (ét-, su-/so-/es-/êt- och fu-/fû-)